# Finnbo, Tierp
Finnbo är en liten by i Tierps kommun i Uppsala län, belägen omkring 13 kilometer sydväst om Tierp och tre kilometer väster om Ullfors. Byn är belägen vid Tämnarån.